# Carex tristachya
Carex tristachya är en halvgräsart som beskrevs av Carl Peter Thunberg. Carex tristachya ingår i släktet starrar, och familjen halvgräs.

## Underarter
Arten delas in i följande underarter:
- C. t. pocilliformis
- C. t. tristachya

## Bildgalleri

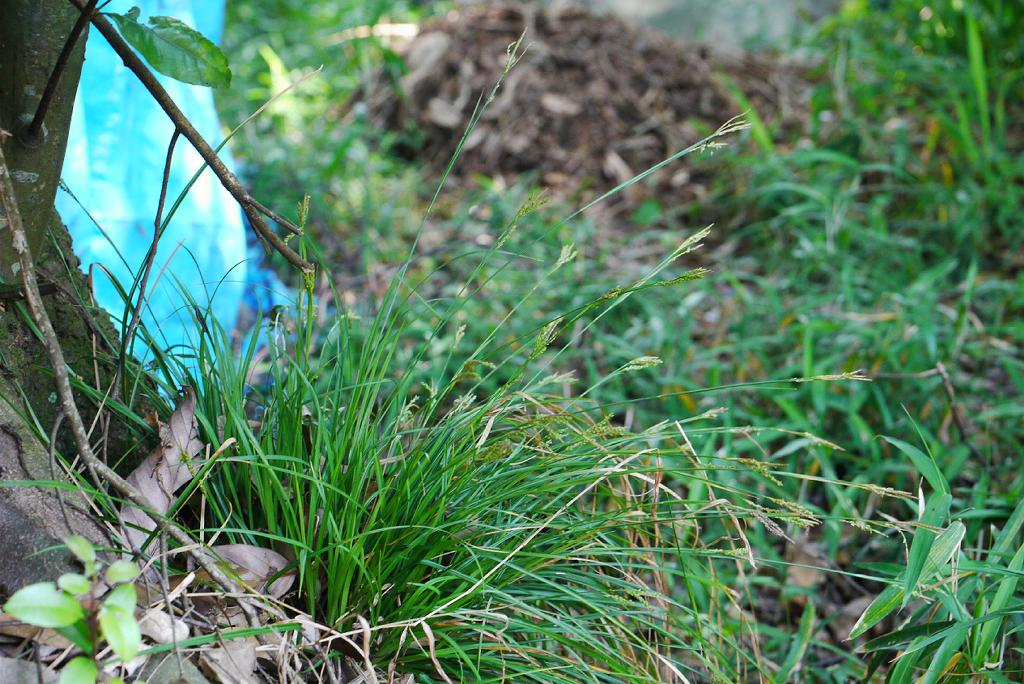
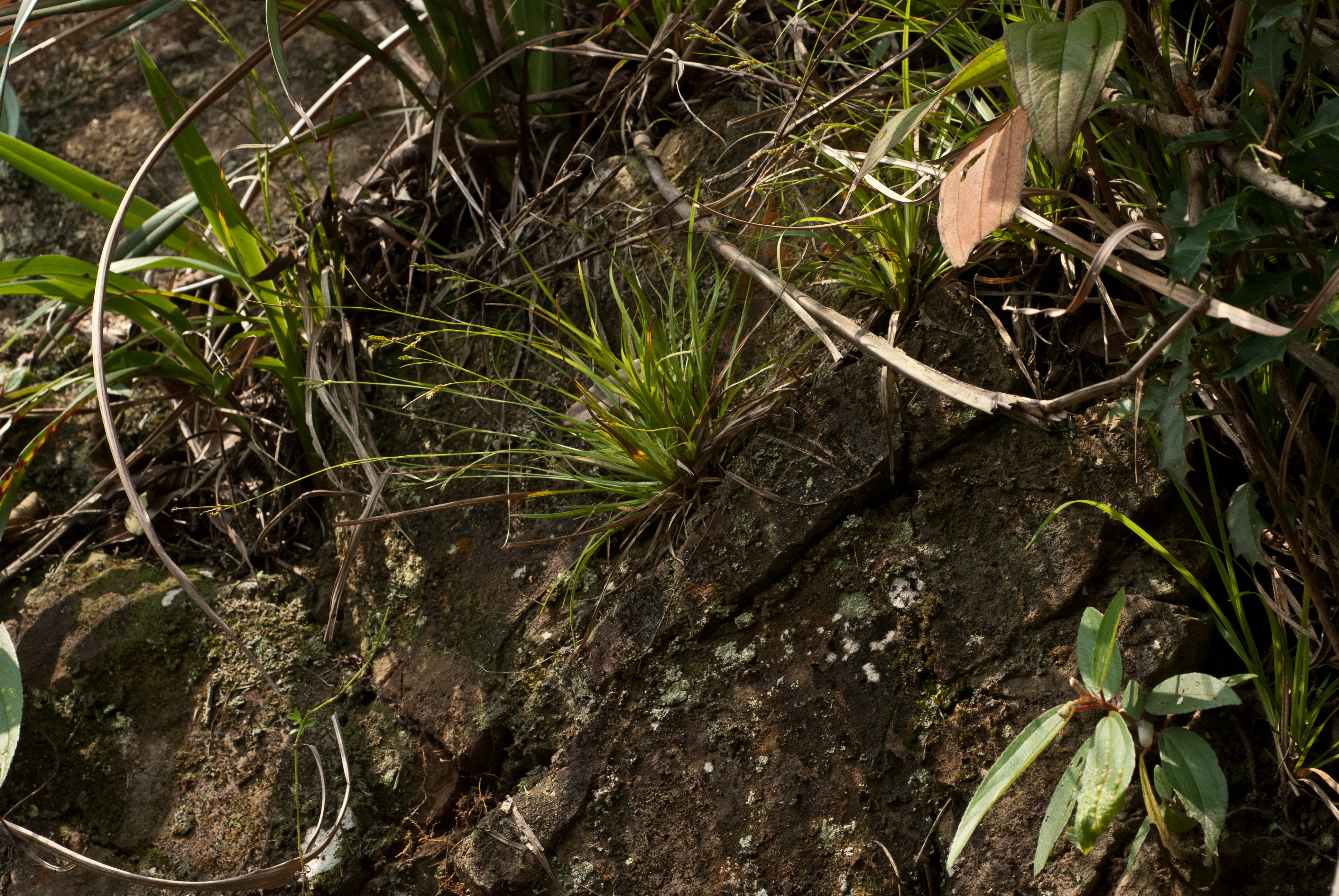
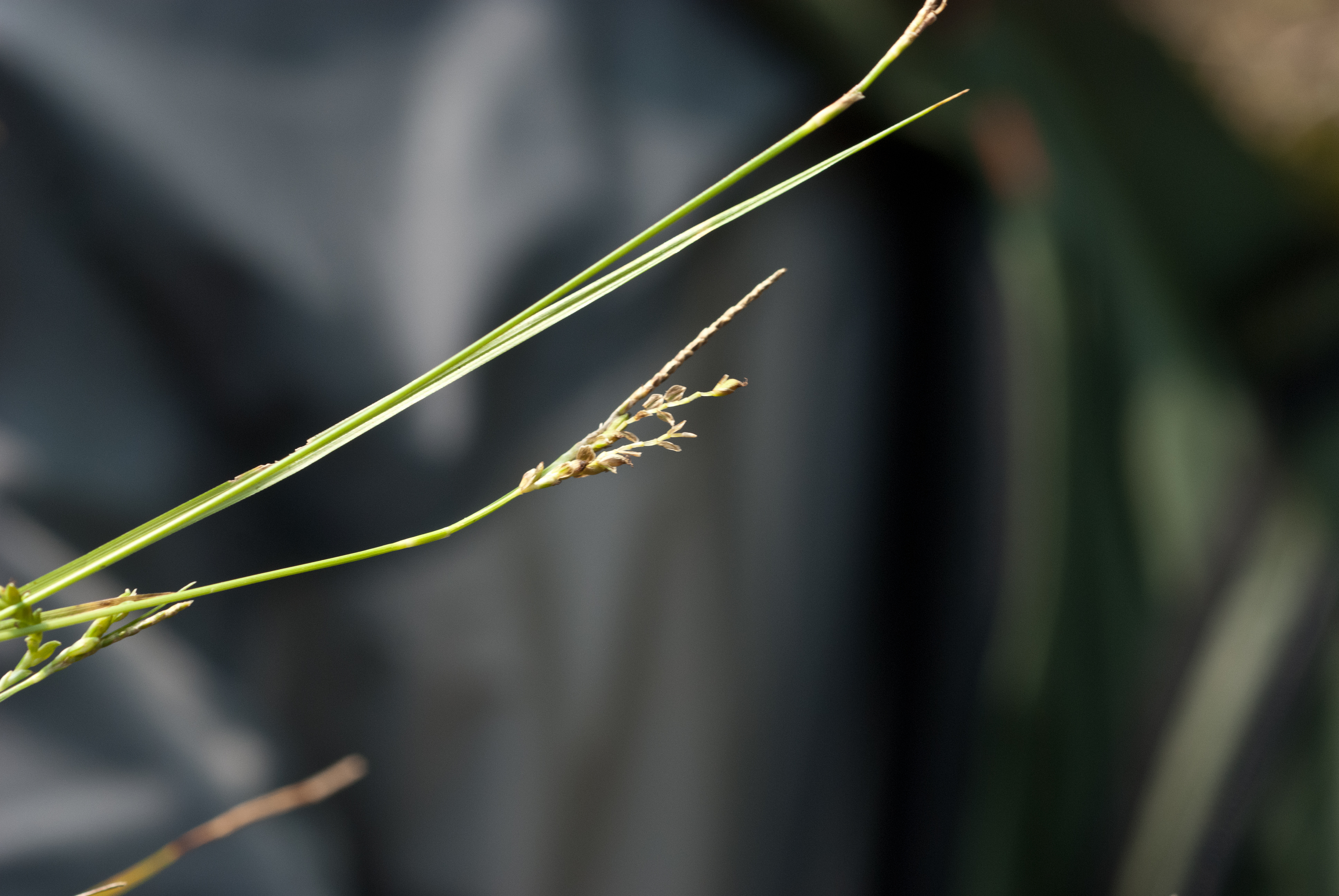
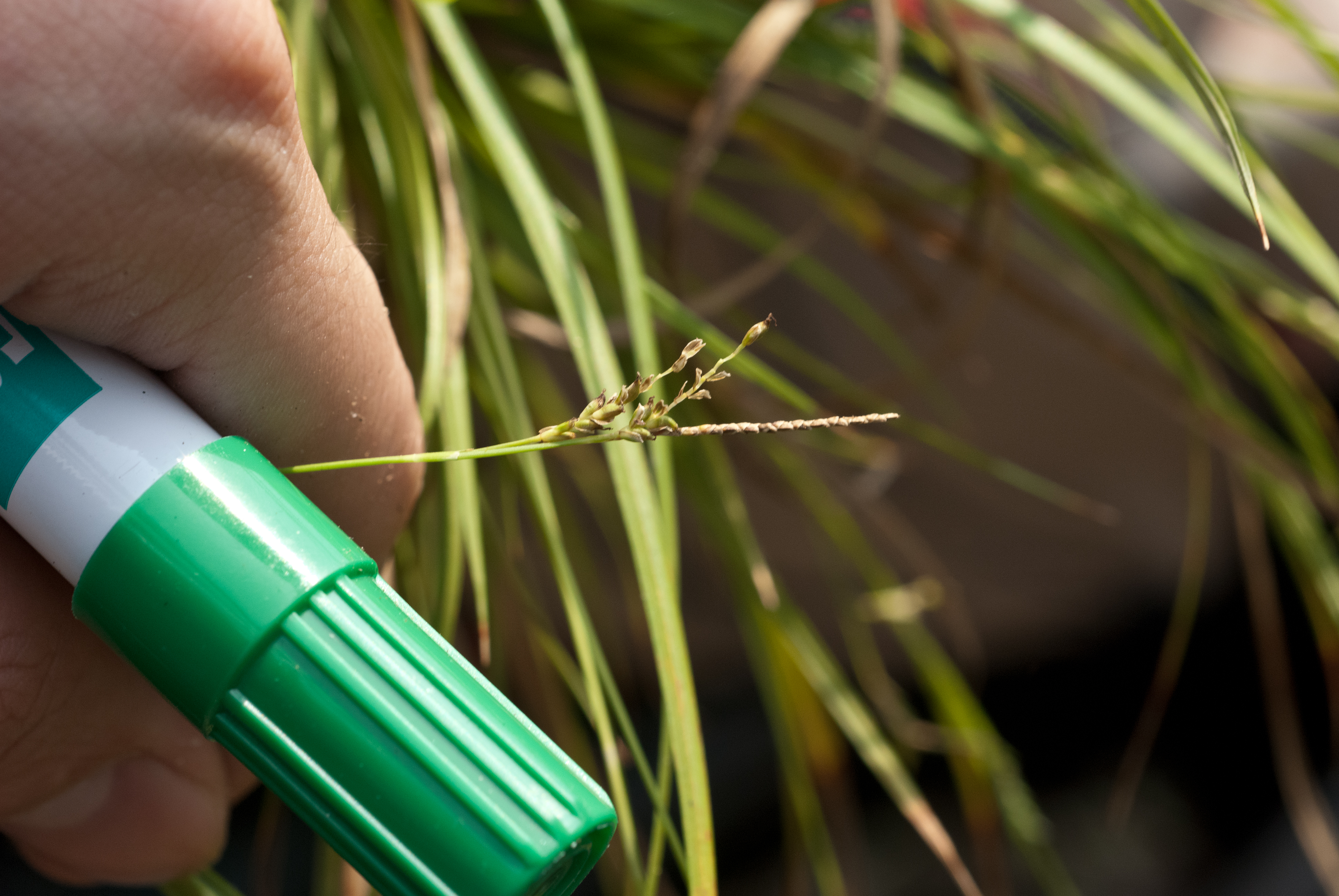